# ستيفن روبرتس (مخرج)
ستيفن روبرتس (بالإنجليزية: Stephen Roberts) هو مخرج أمريكي، ولد في 23 نوفمبر 1895 في سمرسفيل في الولايات المتحدة، وتوفي في 17 يوليو 1936 في لوس أنجلوس في الولايات المتحدة بسبب نوبة قلبية.

## وصلات خارجية
- ستيفن روبرتس على موقع IMDb (الإنجليزية)
- ستيفن روبرتس على موقع ألو سيني (الفرنسية)
- ستيفن روبرتس على موقع أول موفي (الإنجليزية)
- ستيفن روبرتس على موقع قاعدة بيانات الأفلام السويدية (السويدية)
- ستيفن روبرتس على موقع إن إن دي بي (الإنجليزية)
- ستيفن روبرتس على موقع قاعدة بيانات الفيلم (الإنجليزية)
- ستيفن روبرتس على موقع كينوبويسك (الروسية)